# كأس ألمانيا 1935
كأس ألمانيا 1935 (بالألمانية: Tschammerpokal 1935)‏ هو الموسم 1 من  كأس ألمانيا. أقيم خلال الفترة 6 يناير 1935 وحتى 8 ديسمبر 1935، وأشرف على تنظيمه اتحاد ألمانيا لكرة القدم، وفاز فيه نادي نورنبرغ.